# Schvarcz Tibor
Schvarcz Tibor (Oroszlány, 1947. június 21. – 2022. február 22.) magyar patológus, orvos, politikus, országgyűlési képviselő. Az orvostudományok kandidátusa (1989).
Kutatási területe a májpatológia és az aspirációs citológia volt.

## Életpályája

### Iskolái
Tatabányán végezte el az általános és középiskolai tanulmányait. 1965-ben érettségizett az Árpád Gimnáziumban. 1965–1971 között a Sztravropoli Orvostudományi Egyetem Általános Orvostudományi Kar hallgatója volt. 1974-ben a Semmelweis Egyetem II. sz. Kórbonctani Intézetében patológus szakorvosi vizsgát tett. 1984–1989 között a Leningrádi Orvostudományi Egyetemen tanult. 1996–1997 között a Budapesti Közgazdaságtudományi Egyetemen egészségügyi menedzser lett. 1999-ben a Budapesti Közgazdaságtudományi Egyetemen okleveles szakközgazdász végzettséget szerzett.

### Pályafuása
Családja 1950-ben költözött Tatabányára. 1971-tõl a MOTESZ tagja volt. 1971-től a Komárom Megyei Szent Borbála Kórház patológiai osztályvezető orvosa volt. 1972-ben fél éves sorkatonai szolgálatot teljesített Tatán. 1972-től a Magyar Patológus Társaság tagja volt. 1972–1973 között a Tatabányai Egészségügyi Szakközépiskola oktatója, 1973–1979 között szakfelügyelője volt. 1973–1974 között a tatabányai Alumíniumkohó üzemorvosa volt. 1978–1994 között a Tatabányai Vízmű Vállalat üzemorvosa volt. 1980-tól az Országos Onkológus Társaság tagja volt. 1984-től citológus főorvosként is praktizált. 1988–1989 között, valamint 1993–2001 között oktatási-tudományos igazgató-helyettes volt. 1990-től az Orvosi Kamara tagja volt.

### Politikai pályafutása
1962-ben alapszervezeti, majd iskolai KISZ-titkár volt. 1970–1989 között az MSZMP tagja volt. 1989-től az MSZP tagja volt. 1989–1990 között az MSZP tatabányai városi elnöke volt. 1990-ben országgyűlési képviselőjelölt volt. 1992-től az országos választmány tagja volt. 1994–1998 között a Szociális és egészségügyi bizottság tagja volt. 1994–2010 között országgyűlési képviselő (1994–1998: Komárom-Esztergom megye; 1998–2002: Országos lista; 2002–2010: Tatabánya) volt. 1998–2002 között az Egészségügyi és szociális bizottság valamint az Európai integrációs albizottság tagja volt. 2001-ben, 2003-ban és 2009-ben az MSZP fracióvezető-helyettese volt. 2002–2003 között az Egészségügyi bizottság tagja, 2003–2006 között elnöke, 2006–2010 között alelnöke volt. 2002–2006 között az Európai integrációs albizottság elnöke valamint a Szociális és családügyi bizottság tagja volt.

## Családja
Szülei Schwarcz Gyula (1915–1980) és Herbent Anna (1918–2002) voltak. Egy testvére volt: Gyula (1944–). 1969-ben házasságot kötött Pálfalvi Gyöngyivel. Két gyermekük született: Tibor (1970–) és Gyöngyi (1973–).

## Díjai
- Kiváló Munkáért Kitüntetés
- Miniszteri Dicséret
- A Magyar Gyógyszerész Kamaráért
- Megyei Főigazgatói Dicséret
- Tatabánya Megyei Jogú Város Szabó Ignác-díja (2021)